# Rain Fall Down
"Rain Fall Down" er en sang fra det engelske rock ‘n’ roll band The Rolling Stones, og blev i 2005 udgivet på album A Bigger Bang.
Til at indspille sangen var: Jagger som sang og spillede elektrisk guitar, sammen med Richards og Ron Wood. Trommer og bass blev spillet henholdsvis af Charlie Watts og Darryl Jones. Keyboards og Vibrafon blev spillet af Matt Clifford .
Singlen blev udgivet den 5. december 2005, som den anden single fra albummet, og fik en 33. plads i England. Singlen fik desuden også en 21. plads på Billboards Hot Dance Club Play Chart i februar 2006.

## Trackliste
- 7", CD

1. "Rain Fall Down" – 4:54
2. "Rain Fall Down" (will.i.am Remix)
3. "Rain Fall Down" (Ashley Beedle's 'Heavy Disco' sang Re-Edit)

- 12"

1. "Rain Fall Down" (will.i.am Remix)
2. "Rain Fall Down" (Ashley Beedle's 'Heavy Disco' sang Re-Edit)

### Fodnote
1. ↑  Rain Fall Down